# Zamek w Schwerinie

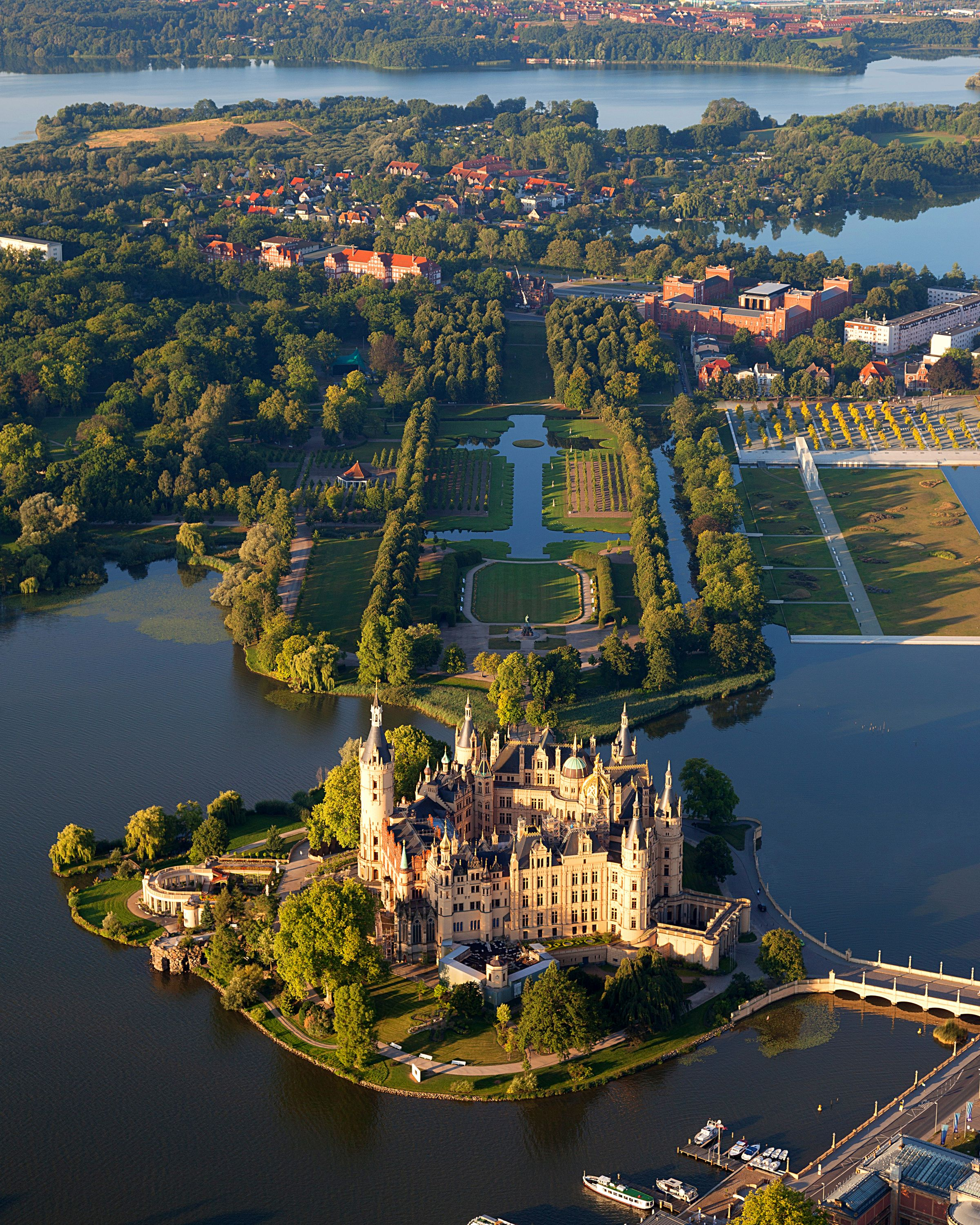
Zamek w Schwerinie

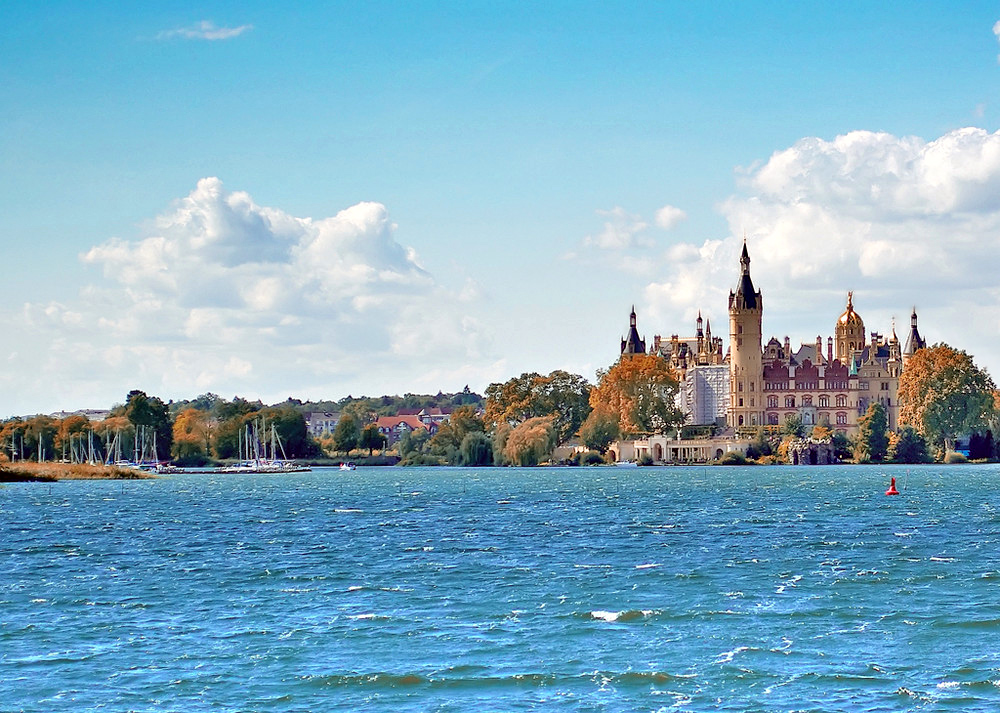
Jezioro Schweriner

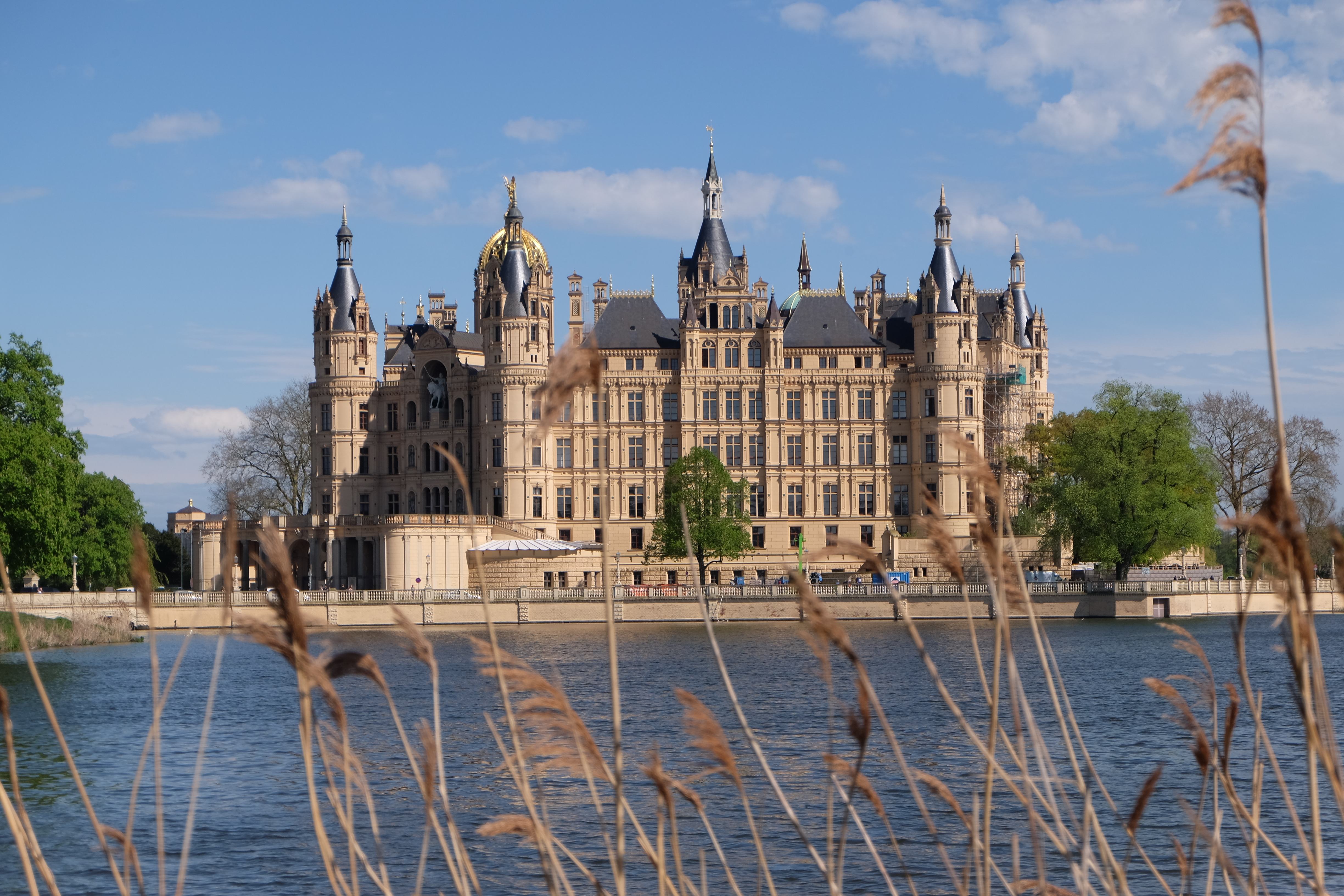
Widok z jeziora

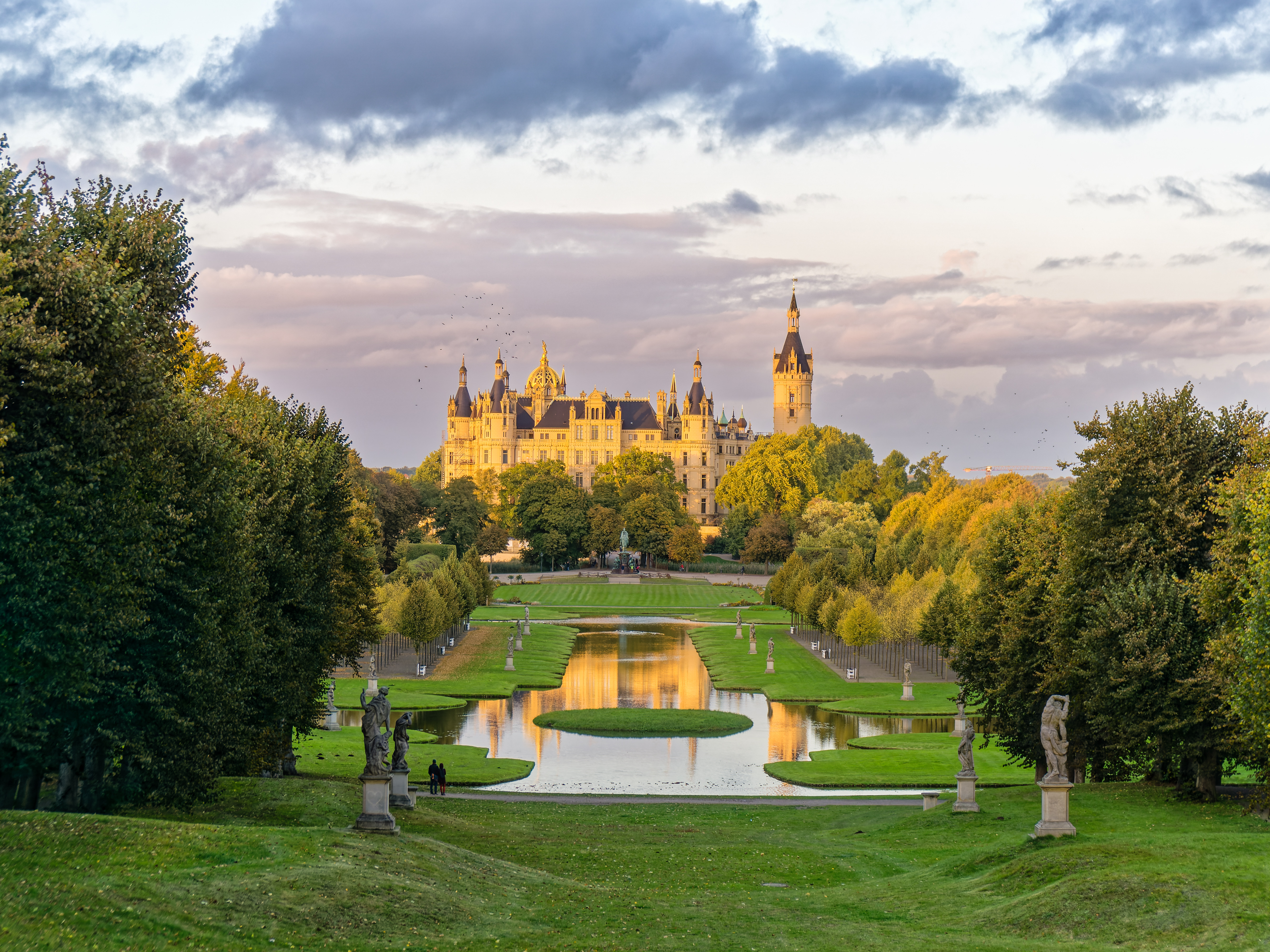
Widok od strony południowej

Zamek w Schwerinie (niem. Schweriner Schloss) – zamek położony na wyspie muzealnej w centrum Schwerina. Jest siedzibą parlamentu Meklemburgii-Pomorza Przedniego. Przez długi czas była to rezydencja książąt i wielkich książąt meklemburskich.
Pierścieniowy kształt tej ponad tysiącletniej budowli pochodzi od układu wałów słowiańskiego grodu, jaki został wzniesiony ok. 965 na małej wyspie na jeziorze Schweriner See. Fazy przekształcania tego kompleksu na przestrzeni wieków są wyczerpująco udokumentowane od ok. 1500. Dzisiejszy zamek, który uchodzi za kluczowe dzieło romantycznego historyzmu, powstał dzięki gruntownej przebudowie starego zamku w latach 1845–1857 według planów czterech znanych architektów: Georga Adolfa Demmlera, Gottfrieda Sempera, Friedricha Augusta Stülera i Ernsta Friedricha Zwirnera, przy czym jako wzór posłużyły m.in. renesansowe zamki we Francji. Liczne detale zostały przejęte z zamku Chambord nad Loarą.
Jako część zespołu rezydencjonalnego zamek w Schwerinie został w 2024 roku wpisany na listę światowego dziedzictwa UNESCO podczas odbywającej się w New Delhi 46. sesji Komitetu Światowego Dziedzictwa.

## Historia zamku

### Wiek X
W 965 r. żydowski kupiec Ibrahim ibn Jakub z arabskiej Andaluzji podróżował z Magdeburga do grodu Weligrad (dziś: zamek Mecklenburg). W zapiskach ze swojej podróży na słowiańskie tereny na wschód od dolnej Łaby donosił o budowanym właśnie grodzie w pobliżu brzegu jeziora słodkowodnego. Jego opis budowli na wyspie dotyczy prawdopodobnie obodrzyckiego grodu granicznego na dzisiejszej wyspie zamkowej. Prowadzone w 1987 wykopaliska części starego słowiańskiego wału grodowego popierają dowodami istnienie takiej budowli.

### Wiek XI
W związku z ekspansją na wschód niemieckich feudałów, gród w Schwerinie (dawna nazwa Zwierzyn) był w 1160 celem wyprawy zdobywczej pod wodzą Henryka Lwa. Obodrzyccy obrońcy z księciem Niklotem zburzyli i opuścili gród w obliczu przewagi wroga. Niemieccy zdobywcy odbudowali twierdzę. W tym samym roku nastąpiło założenie miasta Schwerin. Miasto zyskało bardzo na znaczeniu dzięki ustanowieniu siedziby biskupstwa w obrębie jego murów. W 1167 Henryk Lew nadał w lenno swojemu wasalowi Guncelinowi I obodrzyckie ziemie należące wcześniej do syna Niklota, księcia Przybysława.

### Wiek XIV
W 1358 r. hrabstwo kupili potomkowie Niklota, którzy w 1348 r. uzyskali tytuł książąt Meklemburgii. Przenieśli oni swoją rezydencję z zamku Mikelenburg koło Wismaru na wyspę zamkową w Schwerinie, położoną we wnętrzu kraju. W późnym gotyku siedziby książąt były dostosowywane do większych wymagań mieszkalnych oraz rosnącej potrzeby reprezentacji. Tendencja ta znalazła swój wyraz także w pracach budowlanych na wyspie zamkowej w Schwerinie. Z wzniesionych wówczas budynków zachował się tak zwany dom biskupi położony od strony jeziora.

### Wiek XVI
Zdobienie elewacji z płyt czerwonej terakoty pojawiło się dopiero wtedy, gdy za księcia Jana Albrechta I przebudowany został położony w północnej części Nowy długi dom (w latach 1553–1555). Oba budynki to prawdziwe budowle zamkowe, których kształt odpowiadający najwyższym wymaganiom mieszkalnym, był istotniejszy niż ewentualne funkcje obronne. W epoce renesansu zastosowanie terakoty w sztuce budowlanej dominuje w północnych Niemczech, np. na dworze książęcym w Wismarze czy na zamku w Gadebusch. Materiału dostarczał warsztat pochodzącego z Lubeki mistrza Statiusa von Düren (wzmiankowany w latach 1551–1566). Kilka lat później książę Jan Albrecht I zlecił budowę kaplicy zamkowej. Za sprawą mistrza budowlanego Christopha Haubitza (wzmianki w latach 1549–1587) budynek tego pierwszego protestanckiego kościoła w Meklemburgii został połączony pod kątem prostym z Nowym długim domem. W okresie od 1560 do 1563 powstała kaplica z prostokątnym rzutem poziomym i emporami po dłuższych i wąskich bokach na wzór kościołów zamkowych w Torgau i Dreźnie, wzniesionych kilka lat wcześniej. Znajdujący się z boku dziedzińca portal z płaskorzeźbą, wykonany z piaskowca w stylu wczesnego renesansu weneckiego, pochodzi z warsztatu rzeźbiarza z Drezna Hansa Walthera. W niszach okiennych północnej empory znajdują się alabastrowe rzeźby ze scenami biblijnymi. Pięć z nich stworzył bardzo znany w swoich czasach Niderlandczyk Willem van den Broecke, zwany Paludanusem. Ponieważ zamek pomimo swojego położenia na jeziorze potrzebował dodatkowego systemu obronnego, w połowie XVI wieku wzniesiono bastiony na północnym zachodzie, południowym wschodzie i zachodzie. Zbudowali je włoscy fortyfikatorzy, którzy wcześniej działali w Dömitz pod kierunkiem Francesco a Bornau. Bastiony były później jeszcze wielokrotnie przebudowywane, ale zachowały się do dziś.

### Wiek XVII
Przed wybuchem wojny trzydziestoletniej mistrz budowlany Ghert Evert Piloot opracował plany nowego budynku zamku w Schwerinie w stylu renesansu niderlandzkiego. Faktycznie w 1617 rozpoczęto pod jego nadzorem pierwsze prace, ale z powodu działań wojennych wkrótce je przerwano. Zgodnie z planami Piloota w latach 1635–1643 dobudowano piętro do budynków nad kuchnią zamkową i kościołem. Otrzymały one również fasadę w stylu renesansu niderlandzkiego.

### Wiek XVIII
W tym czasie przed zachodnim skrzydłem kaplicy powstał budynek o konstrukcji ryglowej na książęcy zbiór obrazów, a w północno-wschodnim bastionie herbaciarnia, której zewnętrzne schody ozdobił rzeźbiarz Johann Christoph Lücke. W 1764 za panowania księcia Fryderyka II Pobożnego dwór opuścił Schwerin i przeniósł się do nowej rezydencji w zamku Ludwigslust.

### Wiek XIX (pierwsza połowa)
Gdy w 1837 rezydencja została ponownie przeniesiona do Schwerinu, zamek znajdował się w złym stanie technicznym. Poza tym, budynki pochodzące z różnych epok stylistycznych i należące do nich zabudowania gospodarcze nie odpowiadały wyobrażeniom władcy o jego przyszłej rezydencji. Wielki książę Paweł Fryderyk nakazał zatem wznieść nowy budynek zamku w starym ogrodzie, na miejscu dzisiejszego muzeum. Rozpoczęta budowa według planów nadwornego mistrza budowlanego Georga Adolfa Demmlera została po kilku miesiącach przerwana, ponieważ następca zmarłego nagle wielkiego księcia, zaledwie dziewiętnastoletni Fryderyk Franciszek II, odstąpił od niej i zdecydował się na gruntowną przebudowę historycznej budowli na wyspie zamkowej.

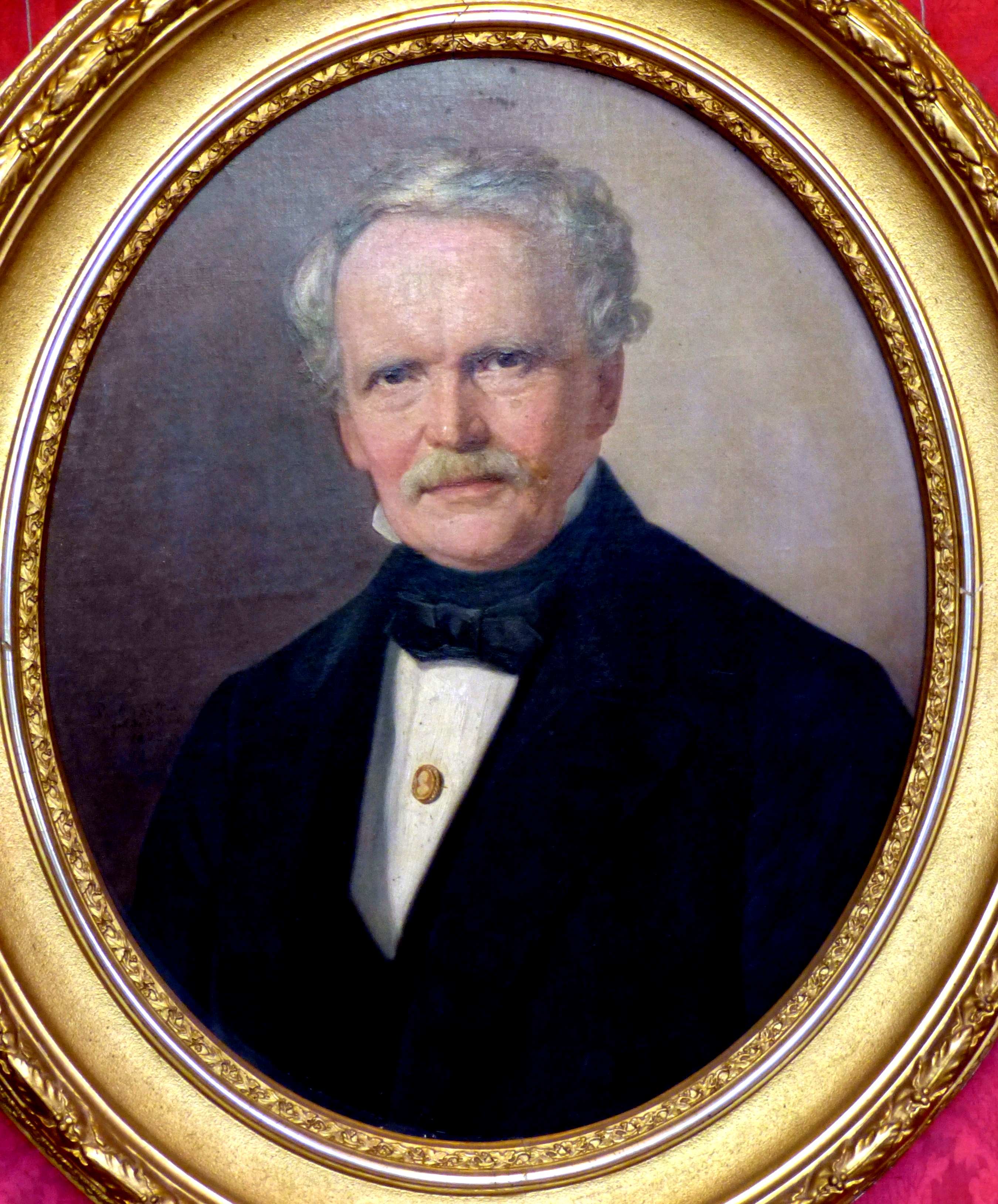
Georg Adolf Demmler

Przebudowa ta miała początkowo, zgodnie z wyobrażeniami wielkiego księcia, objąć cały kompleks budynków. Później – na skutek sugestii Demmlera – podjęto decyzję, aby oszczędzić cztery historyczne budynki zamkowe z XVI i XVII wieku, położone od strony jeziora. Właściciel budowli zlecił następnie wykonanie reprezentacyjnej fasady przy wejściu od strony ulicy zamkowej, która prowadziła z miasta do zamku. Demmler nie był zachwycony zadaniem przebudowy zamku w starszym stylu. Jego projekty w stylu zamku w Windsorze i w stylu Piloota zawierały też niedociągnięcia i zostały odrzucone. W 1843 zlecono zatem wykonanie konkurencyjnego projektu architektowi z Drezna Gottfriedowi Semperowi. Zebrał on najwyższe pochwały, ale mimo to nie został przyjęty. Równolegle do tego Demmler sporządzał kolejny projekt. Po długiej podróży w celach naukowych, m.in. do Francji, Demmler wykonał ostatni projekt z uwzględnieniem pomysłów towarzyszącego mu Hermanna Willebranda. Zawierał on elementy propozycji Sempera, ale przedstawiał samodzielną koncepcję. Opierała się ona wyraźnie na francuskich zamkach renesansowych, szczególnie na zamku Chambord. Przebudowa zamku w Schwerinie to najbardziej znaczące dzieło Demmlera, który kierował przebudową zamku łącznie z budową mostu zamkowego od rozpoczęcia prac rozbiórkowych w 1843 do początku 1851. W tym czasie próbował on również złagodzić krzywdy społeczne wielu robotnikom pracującym przy budowie, zakładając kasę chorych i wielokrotnie wstawiając się za sprawiedliwym wynagrodzeniem zatrudnionych. Konserwatywne kręgi na dworze wykorzystały jego zaangażowanie w ruch obywatelsko-demokratyczny w latach 1848–1849 oraz walkę o utrzymanie uchwalonej konstytucji i przeforsowały ostatecznie jego zwolnienie ze służby państwowej w 1851.

### Wiek XIX (druga połowa)
Obowiązki Demmlera na stanowisku kierownika budowy zamku przejął berliński mistrz budowlany Stüler. Zmienił on wykonany przez poprzednika projekt frontu od strony miasta, wzbogacając fasadę o elementy plastyczne i ogromny posąg Niklota przedstawionego jako jeźdźca na koniu. Na koniec wzniósł okazałą monumentalną kopułę zamiast zaprojektowanej przez Demmlera latarni. Przy niektórych pracach architektonicznych wewnątrz budynku Stüler współpracował z Heinrichem Strackiem z Berlina. Większość części plastycznych zdobień i wyposażenia wnętrz dostarczały warsztaty ze Schwerinu i Berlina. Z rzeźbiarzy na wzmiankę zasłużyli: Christian Genschow, Gustav Willgohs, Heinrich Petters i Georg Wiese, projekty dostarczał też Albert Wolff. Uroczysta inauguracja zamku odbyła się w maju 1857. Specjalnie na tę okazję kompozytor Friedrich von Flotow stworzył operę Johann Albrecht.

### Wiek XX
W grudniu 1913 wielki pożar zniszczył około 30% budowli. Spaleniu uległy skrzydło zamku od strony jeziora – aż do fundamentów oraz piętro południowego skrzydła od strony ogrodu zamkowego. Okazała Złota Sala i z przepychem urządzona główna klatka schodowa zostały całkowicie zniszczone. Gdy w 1918 abdykował wielki książę Meklemburgii-Schwerinu, wskutek wydarzeń związanych z rewolucją listopadową, zakończona była dopiero odbudowa zamku od zewnątrz. W 1919 zamek przeszedł na własność państwa, a od 1921 historyczne sale udostępniono zwiedzającym, tworząc muzeum zamkowe. W okresie 1945–1947 zamek zajmowała Komendantura Radzieckiej Administracji Wojskowej w Meklemburgii. W 1948 według projektów architekta Friedricha Schmidta, powstała w skrzydle zamku od strony jeziora sala plenarna dla parlamentu Meklemburgii-Pomorza Przedniego wraz z dodatkowymi pomieszczeniami. Od 1952 do 1981 z większej części zamku korzystała szkoła pedagogiczna kształcąca przedszkolanki. W skrzydle od strony jeziora do 1993 istniało muzeum historyczne, a w oranżerii w latach 1961–1994 muzeum politechniczne. Rozpoczęta w 1974 restauracja cennych wnętrz umożliwiła ponowne wykorzystywanie zamku jako muzeum sztuki. Od jesieni 1990 znów ma tu swoją siedzibę parlament Meklemburgii-Pomorza Przedniego. Część służąca jako muzeum należy do państwowego muzeum w Schwerinie.

### Wiek XXI
W 2007 zamek w Schwerinie pojawił się na monecie o nominale 2 euro w związku z objęciem od listopada 2006 przez Meklemburgię-Pomorze Przednie przewodnictwa wyższej izbie parlamentu niemieckiego (Bundesrat).

## Baśniowa postaćPetermännchen
Petermännchen to duch zamku w Schwerinie, który według legendy mieszka w sklepieniach piwnic, które siecią korytarzy były połączone z zamkiem Petersberg w Pinnow, gdzie dobroduszny kobold z posępnym wyrazem twarzy pracował jako kowal. Podobna do krasnoludka postać z latarnią, mieczem i pękiem kluczy miała karać złodziei i intruzów żartami, plagami, nocnymi torturami i zmuszać do ucieczki; uczciwych ludzi – nagradzać. Poza tym kobold budził śpiących żołnierzy, którzy pełnili nocną wartę. Obecnie na różnych uroczystościach pojawiają się osoby przebrane za postać Petermännchen jako rodzaj maskotki. Muzeum Petermännchen na rynku w Schwerinie przedstawia historię tej otoczonej legendą postaci.